# リグノスチルベン-αβ-ジオキシゲナーゼ
リグノスチルベン-αβ-ジオキシゲナーゼ（lignostilbene αβ-dioxygenase）は、次の化学反応を触媒する酸化還元酵素である。
1,2-ビス(4-ヒドロキシ-3-メトキシフェニル)エチレン + O2 {\displaystyle \rightleftharpoons } 2 バニリン
反応式の通り、この酵素の基質は1,2-ビス(4-ヒドロキシ-3-メトキシフェニル)エチレンとO2、生成物はバニリンである。補因子として鉄を用いる。
組織名は1,2-bis(4-hydroxy-3-methoxyphenyl)ethylene:oxygen oxidoreductase (αβ-bond-cleaving)である。